# 真巨蜥亚属
真巨蜥亚属（Varanus）是巨蜥属下的一个蜥蜴类群，已知的9个物种全部生存于澳新界，其中包括科莫多巨蜥、古巨蜥等知名物种。

## 身体特征
真巨蜥的头骨比其他巨蜥更宽厚，向后弯曲的牙齿被发达的口部软组织覆盖。和其他巨蜥一样，真巨蜥拥有较长的颈部和末端侧扁的尾部。大部分真巨蜥躯干纤细、尾部长度超过全长的一半，但大型物种拥有极其粗壮的躯体和较为短粗的尾部。
真巨蜥亚属孕育了数种大型蜥蜴，其中包括长达3米（9.8英尺）以上、重达100（220磅）的现存最大蜥蜴科莫多巨蜥和生存于更新世澳洲大陆的古巨蜥。

## 习性生态
真巨蜥的视网膜几乎全部由视锥细胞组成，这导致它们在光线昏暗的环境下视觉会立即失效。因此，真巨蜥全是日行性物种。

## 資料來源
1. ↑  Brennan, Ian G.; Lemmon, Alan R.; Lemmon, Emily Moriarty; Portik, Daniel M.; Weijola, Valter; Welton, Luke; Donnellan, Stephen C.; Keogh, J. Scott. . bioRxiv. 2020-02-03: 2020.02.02.931188  [2023-10-03]. S2CID 211297088. doi:10.1101/2020.02.02.931188. （原始内容存档于2023-03-13）.
2. ↑  Laurie Vitt. .   [2023-10-03]. （原始内容存档于2023-11-29）.
3. ↑  Fry, B. G.; Wroe, S.; Teeuwisse, W.; Van Osch, M. J.; Moreno, K.; Ingle, J.; McHenry, C.; Ferrara, T.; Clausen, P.; Scheib, H.; Winter, K. L.; Greisman, L.; Roelants, K.; Van Der Weerd, L.; Clemente, C. J.; Giannakis, E.; Hodgson, W. C.; Luz, S.; Martelli, P.; Krishnasamy, K.; Kochva, E.; Kwok, H. F.; Scanlon, D.; Karas, J.; Citron, D. M.; Goldstein, E. J.; McNaughtan, J. E.; Norman, J. A. . Proceedings of the National Academy of Sciences of the United States of America. 2009, 106 (22): 8969–8974. PMC 2690028 . PMID 19451641. doi:10.1073/pnas.0810883106 .